# National Museum of the American Indian

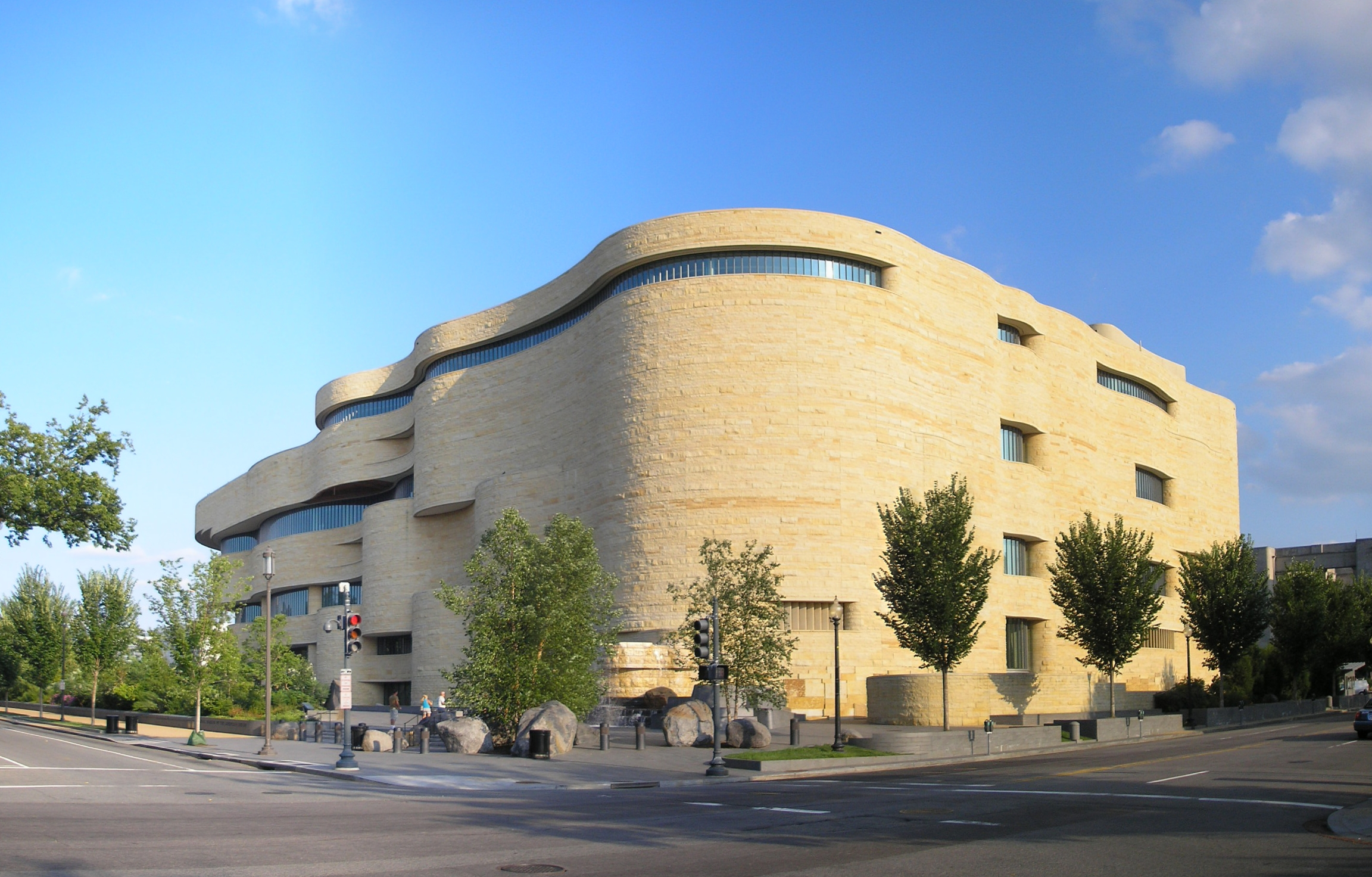
National Museum of the American Indian, 2007.

National Museum of the American Indian är ett museum i National Mall i Washington D.C och en del av Smithsonian Institution. Det är tillägnat Amerikas ursprungsbefolkning och dess leverne, språk, litteratur, historia och konst.
En betydande del av samlingarna fanns på det tidigare Museum of the American Indian i New York, etablerat 1916.
Museet invigdes i september 2004 och samlade då cirka 20 000 personer från olika ursprungsfolk i USA.